# Hayder Palacio
Hayder Guillermo Palacio Álvarez (Barranquilla, 22 de julho de 1979) é um futebolista profissional colombiano, que atuava como defensor.

## Carreira
Hayder Palacio fez parte do elenco da Seleção Colombiana de Futebol na Copa América de 2004.